# Manduria halconensis
Manduria halconensis är en insektsart som beskrevs av Frank H.Hennemann och Oskar V.Conle 1997. Manduria halconensis ingår i släktet Manduria och familjen Phasmatidae. Inga underarter finns listade i Catalogue of Life.